# Monasterio Brontochion

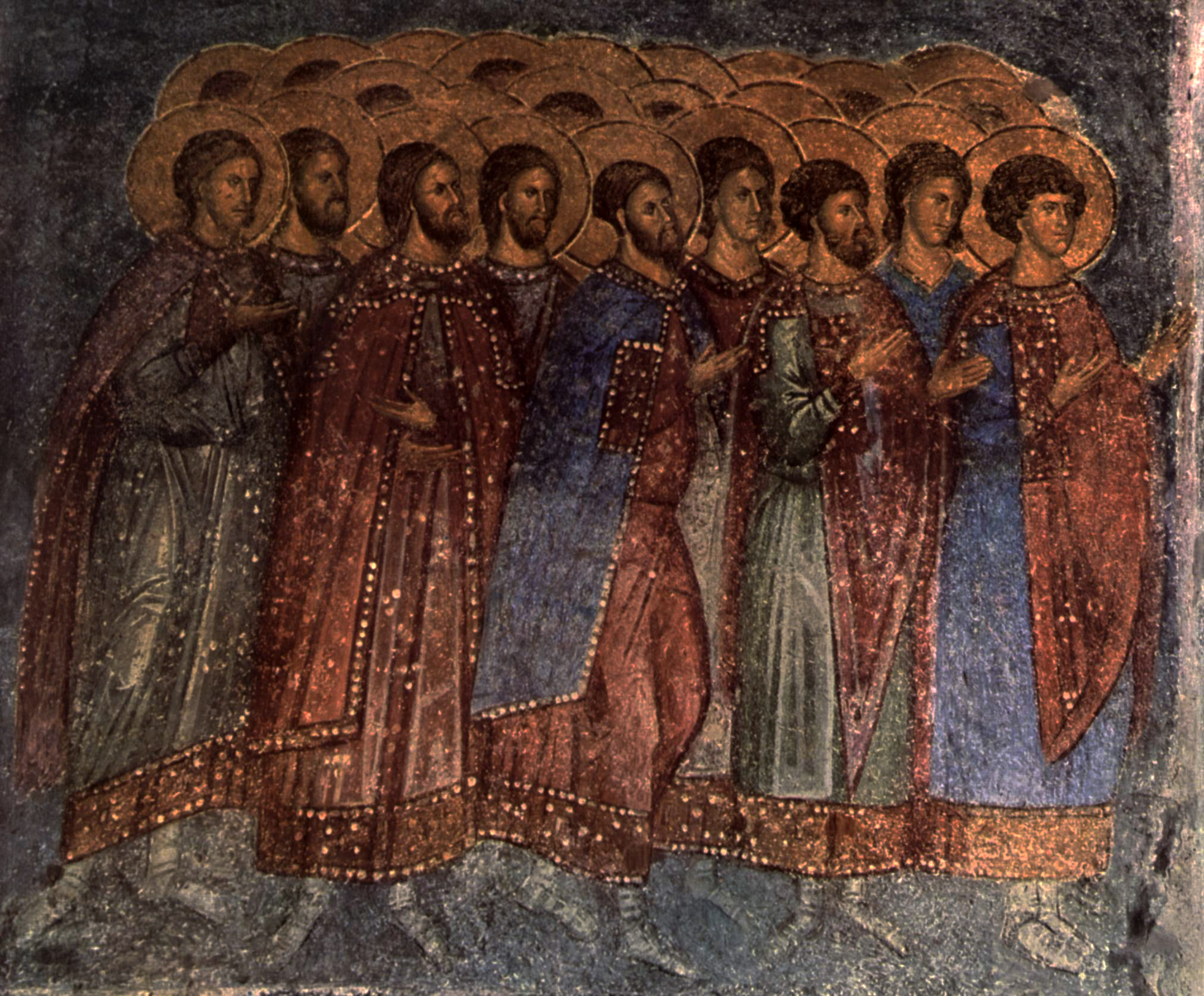
Los frescos de la iglesia de Aphentiko

El monasterio Brontochion (en griego: Βροντόχιον, Μονή Βροντοχίου) es un monasterio en Mistrá, Grecia.
El abad Pachomius lo incorporó a la pequeña iglesia de la Odighitria, o "Aphentikon", como Katholikón del monasterio. La iglesia fue reconstruida y completada hacia 1310, dando algunos investigadores como fechas de construcción 1308-1312 y otros 1310-1322.